# Pedrosa de Duero
Pedrosa de Duero est une commune d’Espagne, dans la province de Burgos, communauté autonome de Castille-et-León. Cette localité est également vinicole, et fait partie de l'l’AOC Ribera del Duero.